# Alberta
Alberta je jednou z deseti kanadských provincií, kterou byla prohlášena 1. září 1905. Nachází se v západní Kanadě. Na západě sousedí s provincií Britská Kolumbie, na východě s provincií Saskatchewan, na severu se Severozápadními teritorii a na jihu s americkým státem Montanou. Hlavním městem Alberty je Edmonton, který se nachází severně od Calgary, které je považováno za centrum provincie. Město Calgary je jedním z hlavních kanadských obchodních center. Na území Alberty se nachází i město Fort McMurray, které společně se svým okolím včetně Athabaských ropných písků tvoří jedno z center kanadského ropného průmyslu.

## Etymologie
Provincie dostala jméno na počest princezny Luisy Sasko-Koburské (Louise Caroline Alberta) (1848-1939), čtvrté dcery britské královny Viktorie; její manžel Sir John Campbell, vévoda z Argyllu, byl generálním guvernérem Kanady v letech 1878–1883. Princezniným jménem bylo nazváno i jezero Lake Louise či hora Mount Alberta.

## Geografie

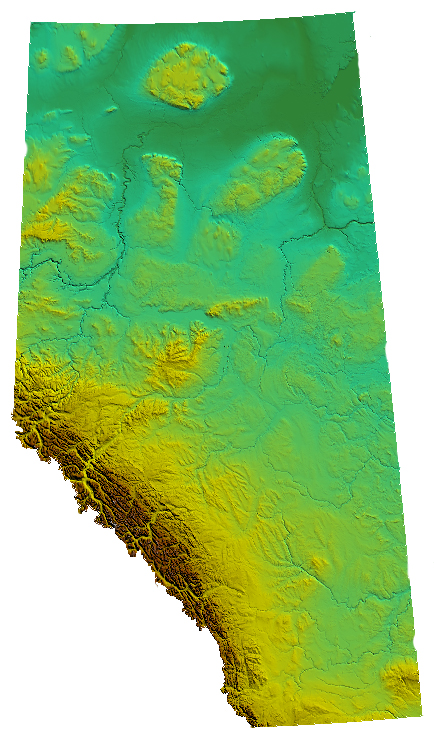
Topografická mapa Alberty.

Alberta je s rozlohou 661 848 km² čtvrtou největší provincií po Québecu, Ontariu a Britské Kolumbii. Na jihu hraničí se Spojenými státy na 49. rovnoběžce severní šířky, která ji odděluje od státu Montana, zatímco na severu 60. rovnoběžka severní šířky dělí Albertu od Severozápadních teritorií. Na východě ji odděluje 110. poledník západní délky od provincie Saskatchewan, zatímco na západě její hranice s Britskou Kolumbií sleduje 120. poledník západní délky jižně od hranice se Severozápadními teritorii na 60° severní šířky až do místa, kde dosáhne kontinentálního předělu ve Skalistých horách, a od tohoto bodu následuje linii vrcholů vymezujících kontinentální předěl obecně jihovýchodním směrem až k montanské hranici na 49° severní zeměpisné šířky.
Hranice provincie se táhnou 1223 km od severu k jihu a v nejširším místě 660 km od východu na západ. Nejvyšším bodem s 3747 metry nadmořské výšky je vrcholek Mount Columbia ve Skalistých horách podél jihozápadní hranice, zatímco nejnižší bod je na Otročí řece v národním parku Wood Buffalo National Park 152 m n. m. na severovýchodě provincie.
S výjimkou semiaridních stepí v jihovýchodním dílu provincie má Alberta adekvátní vodní zdroje. Jsou tu početné řeky a jezera využívaná k plavání, rybaření a celé škále vodních sportů. Tři velká jezera, Lake Claire (1436 km²) v národním parku Wood Buffalo National Park, Menší Otročí jezero (1168 km²) a jezero Athabaska (7898 km²), leží jak v Albertě, tak v Saskatchewanu. Nejdelší řekou v provincii je Athabaska, která se táhne 1538 km z ledovce Columbia (ledovec) ve Skalistých horách k jezeru Athabaska. Nejmohutnější řekou je Peace s průměrným průtokem 2161 m³/s. Řeka Peace pramení ve Skalistých horách severní Britské Kolumbie a teče severní Albertou až do Otročí řeky, přítoku řeky Mackenzie.

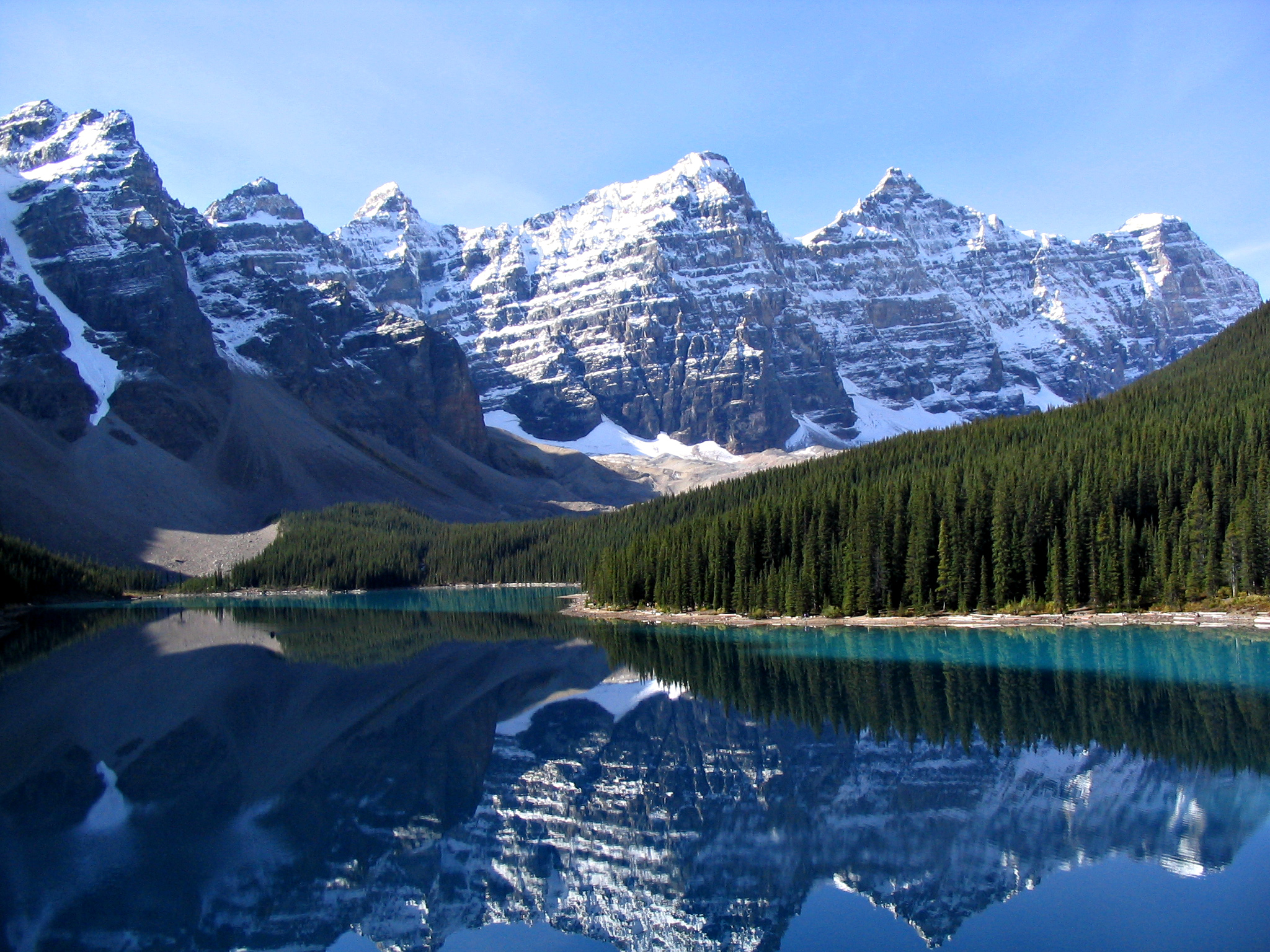
Jezero Moraine Lake v národním parku Banff National Park

Hlavní město Alberty, Edmonton, se nachází přibližně v geografickém středu provincie. Je to nejsevernější hlavní město provincie v Kanadě a slouží jako brána a hlavní uzel při využívání zdrojů severní Kanady. Ve zdejším regionu, s jeho blízkostí k největším kanadským ropným polím, se nachází většina kapacity rafinerií západní Kanady. Calgary se nachází přibližně 280 km jižně od Edmontonu a 240 km na sever od Montanských hranic, je obklopeno krajinou využívanou extensivním dobytkářstvím. Téměř 75 % obyvatel provincie žije v koridoru Calgary–Edmonton.
Většinu severní poloviny provincie pokrývá severský jehličnatý les, zatímco Skalisté hory podél jihozápadní hranice jsou také vysoce zalesněny (viz články Albertské horské lesy a Albertsko-britskokolumbijské podhorské lesy), jižní čtvrtinu provincie tvoří různé typy prérií, od prérií krátkých trav (shortgrass prairie) v jihovýchodním rohu až k prériím smíšených trav v širokém oblouku na západ a sever odtamtud. Středový region krajiny osikových lesíků se táhne v širokém oblouku mezi lesy a prériemi, od Calgary severně k Edmontonu a pak na západ k Lloydminsteru – zde se nalézají nejúrodnější půdy v provincii a také většina obyvatelstva. Většina nezalesněných částí Alberty se věnuje buď obilnářství nebo mléčnému hospodářství. Smíšené hospodářství je daleko obvyklejší na severu a ve středu provincie, zatímco dobytkářství a zavlažované zemědělství převládá na jihu.
Albertské pustiny (badlands) se rozkládají v jihovýchodní Albertě, kde řeka Red Deer River protéká skrz plochou prérii a zemědělskou krajinu a vytváří hluboké kaňony a pozoruhodné útvary omračující svou působivostí. Provinční park Dinosaur Provincial Park, poblíž obce Brooks ukazuje terén příznačný pro pustiny, pouštní flóru a zbytky albertské minulosti z dob, kdy se dinosauři potulovali po zdejší, tehdy svěže zelené, krajině.

### Podnebí
Alberta má suché kontinentální podnebí s teplými léty a studenými zimami. Provincie je otevřená pronikání studeného vzduchu z arktického systému počasí na severu, což provincii v zimě často přináší extrémně studené počasí. Jak se fronty mezi vzduchovými masami sunou na sever a na jih napříč Albertou, teploty se mohou velice rychle měnit. Studené arktické vzdušné masy přináší extrémně nízké teploty pohybující se od -54 °C v severní Albertě k -46 °C v jižní Albertě. V létě přináší kontinentální vzdušní masy maximální teploty pohybující se 32 °C v horách až k 40 °C v jižní Albertě.
Alberta se prostírá přes 1200 km od severu k jihu; její klima je proto opravdu různorodé. Průměrné lednové teploty se pohybují od -8 °C na jihu po -24 °C na severu a červencové od 24 °C na jihu po 16 °C na severu. Podnebí je často ovlivňováno přítomností Skalistých hor na jihozápadě, které narušují směr toku převažujících západních větrů a nutí je odevzdat většinu jejich vláhy na západních svazích horského pásma, ještě se dostanou do provincie, čímž vrhají srážkový stín na většinu Alberty. Umístění na severu a izolace od systému počasí nad Tichým oceánem způsobuje v Albertě suché klima, jen málo zmírněné oceánem. Roční srážky se různí od 300 mm na jihovýchodě až po 450 mm na severu, s výjimkou úpatí Skalistých hor, kde mohou dešťové srážky dosahovat až 600 mm za rok.
V létě se v údolích Skalistých hor a dále na severu pohybují průměrné denní teploty kolem 21 °C, na jihovýchodě v horkých suchých prériích kolem 27 °C. Severní a západní části provincie mají díky nižším letním teplotám vyšší dešťové srážky a nižší výpar. Jižní a středovýchodní díly provincie jsou náchylné k suchým obdobím někdy přetrvávajícím několik let, přestože tyto oblasti mohou mít poměrně vysoké srážky. Alberta je slunečnou provincií. Roční počet slunečných hodin se pohybuje mezi 1900 a 2500 hodinami. Severní Alberta má zase v letním dni až 18 hodin slunečního svitu.
V jihozápadní Albertě jsou studené větry často přerušovány teplými, suchými větry chinook vanoucími z hor. Ty mohou postrčit teploty nahoru z mrazivých podmínek dokonce na velmi krátká období až nad bod mrazu. Během jednoho chinooku zaznamenaného v Pincher Creek vyletěly teploty z -18,9 °C až na 3,3 °C během jedné hodiny. Oblast kolem Lethbridge je zasažena nejvíce chinooky. Má za rok průměrně kolem 30 až 35 dní, kdy vanou chinooky. Calgary má bílé Vánoce v důsledku těchto větrů pouze v 59 % případů. [zdroj?]
Severní Alberta je pokryta většinou severským jehličnatým lesem a má subarktické podnebí. Zemědělské oblasti jižní Alberty mají semiaridní stepní podnebí, neboť množství ročních srážek je menší nebo rovno množství vody, které se vypaří či je spotřebováno rostlinami. Jihovýchodní roh Alberty, část Palliserova trojúhelníku, zažívá větší letní horka a nižší dešťové srážky než zbytek provincie a výsledně trpí často problémy s úrodou z důsledku nedostatečné závlahy a příležitostnými vážnými suchy. Západní Alberta je chráněna horami a může si tak užívat mírných teplot přinášených zimními větry chinooky. Střední a některé části severozápadní Alberty v krajině u řeky Peace jsou typické většinou osikovými lesíky, jsou přechodovým biomem mezi prérií na jihu a severským jehličnatým lesem na severu.
Po jižním Ontariu je střední Alberta nejpříhodnějším místem v Kanadě k výskytu tornád. Bouřky, některé z nich vážně mohutné, jsou časté v létě, obzvláště ve střední a jižní Albertě. Oblast obklopující koridor Calgary-Edmonton je významný vysokou frekvencí výskytu krupobití, které je způsobeno orografickým zvedáním vzduchu díky nedalekým Skalistým horám, posilujícím proudy nezbytné pro tvorbu krup.

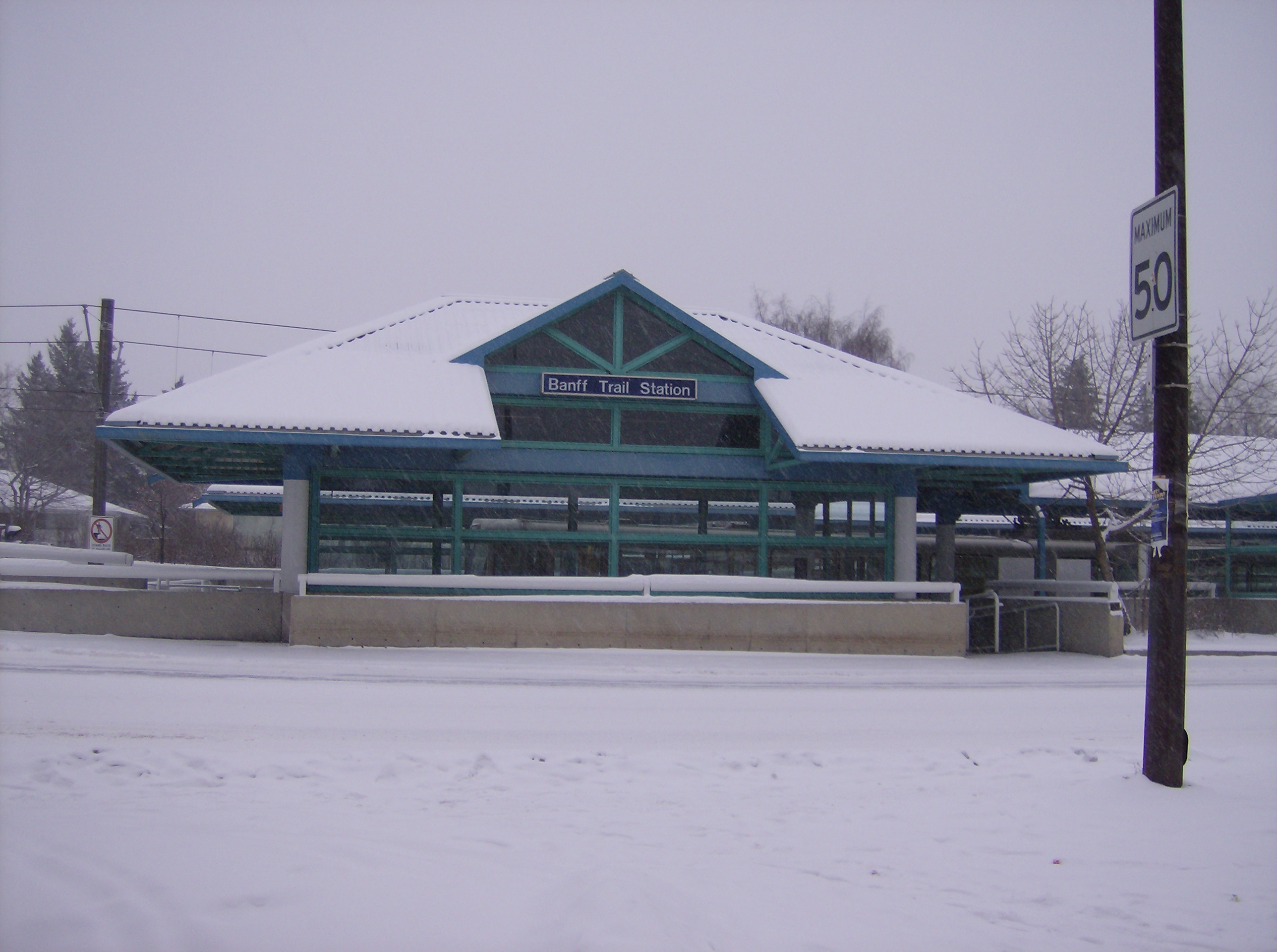
Zimní počasí na stanici Banff Trail v Calgary
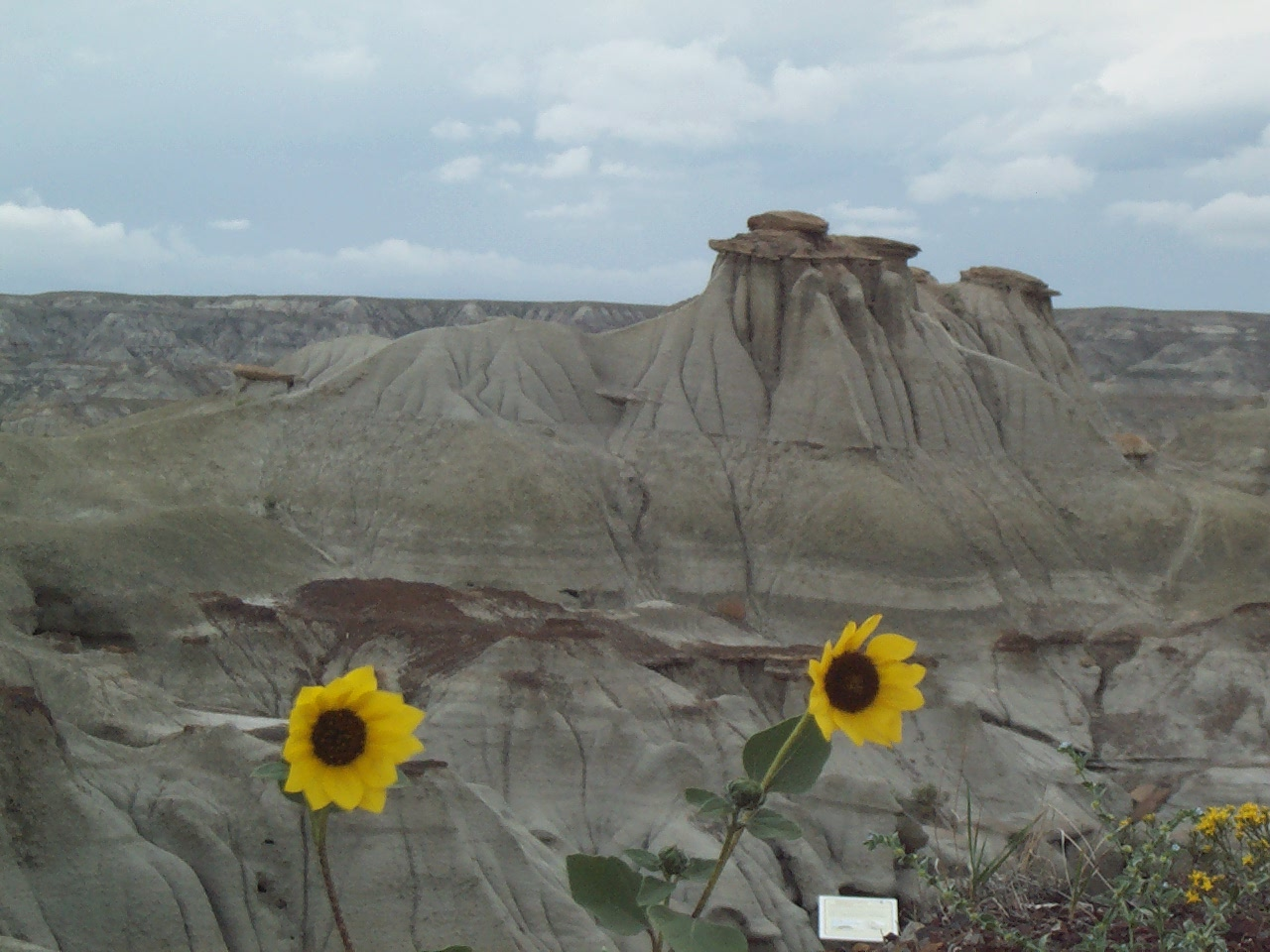
Hoodoo v provinčním parku Dinosaur Provincial Park
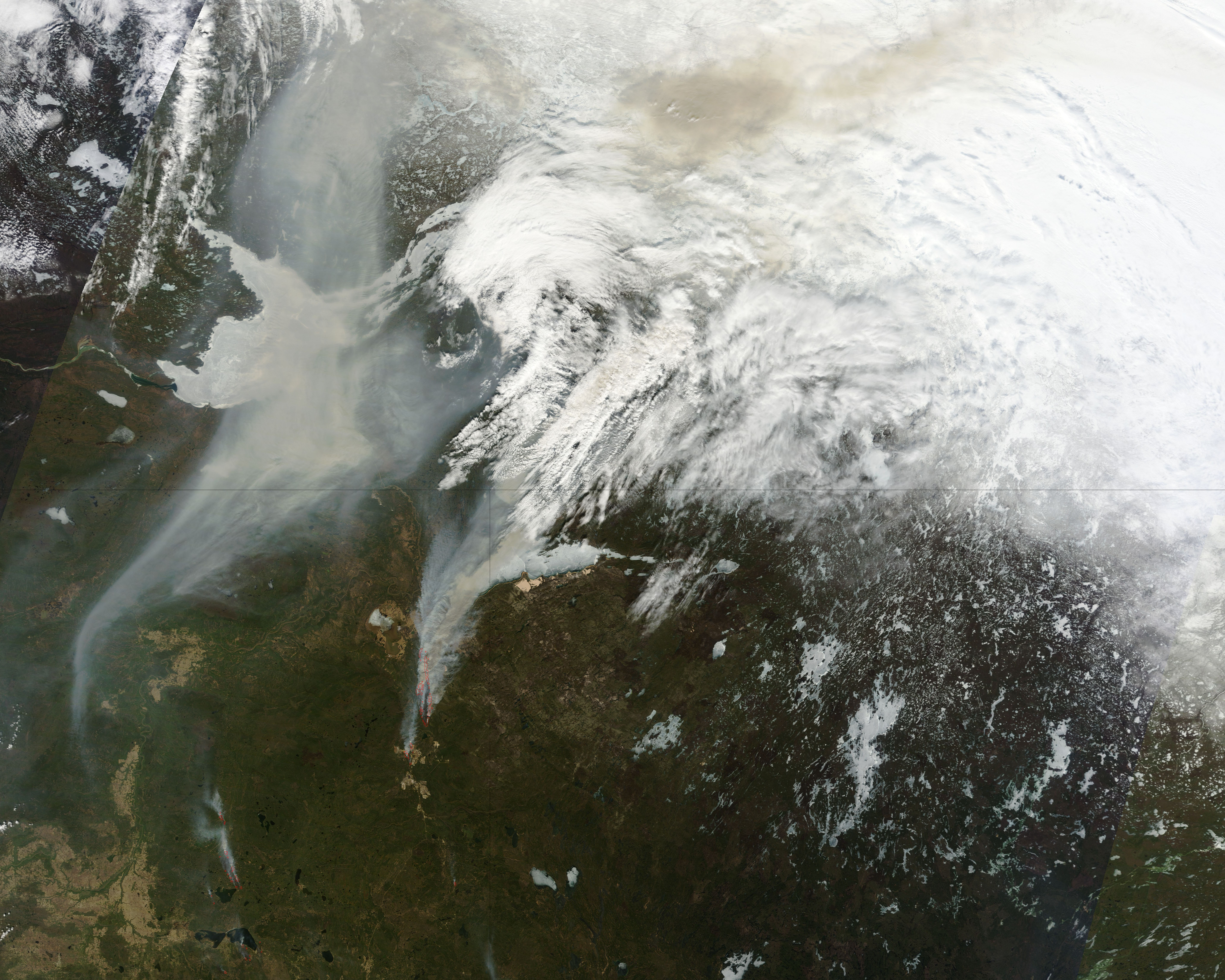
Satelitní foto lesních požárů v Albertě

| Město             | Červenec (°C) | Červenec (°F) | Leden (°C) | Leden (°F) |
| ----------------- | ------------- | ------------- | ---------- | ---------- |
| Medicine Hat      | 27/12         | 81/54         | −5/−16     | 23/3       |
| Brooks            | 26/11         | 79/52         | −6/−17     | 21/1       |
| Airdrie           | 26/11         | 79/52         | −3/−15     | 27/5       |
| Lethbridge        | 26/10         | 79/50         | −3/−15     | 27/5       |
| Edmonton          | 23/12         | 73/54         | −8/−17     | 18/1       |
| Fort Saskatchewan | 23/11         | 73/52         | −8/−19     | 18/−2      |
| Lloydminster      | 23/11         | 73/52         | −10/−19    | 14/−2      |
| Cold Lake         | 23/11         | 73/52         | −11/−22    | 12/−8      |
| Fort McMurray     | 23/10         | 73/50         | −14/−24    | 7/−11      |
| Red Deer          | 23/10         | 73/50         | −6/−17     | 21/1       |
| Calgary           | 23/9          | 73/48         | −3/−15     | 27/5       |
| Camrose           | 22/11         | 72/52         | −8/−19     | 18/−2      |
| Spruce Grove      | 22/11         | 72/52         | −7/−16     | 19/3       |
| St. Albert        | 22/10         | 72/50         | −8/−17     | 18/1       |
| Leduc             | 22/10         | 72/50         | −8/−19     | 18/−2      |
| Lacombe           | 22/9          | 72/48         | −7/−18     | 19/−0      |
| Grande Prairie    | 22/9          | 72/48         | −10/−21    | 14/−6      |
| Wetaskiwin        | 21/9          | 70/48         | −5/−16     | 23/3       |

## Příroda

### Fauna

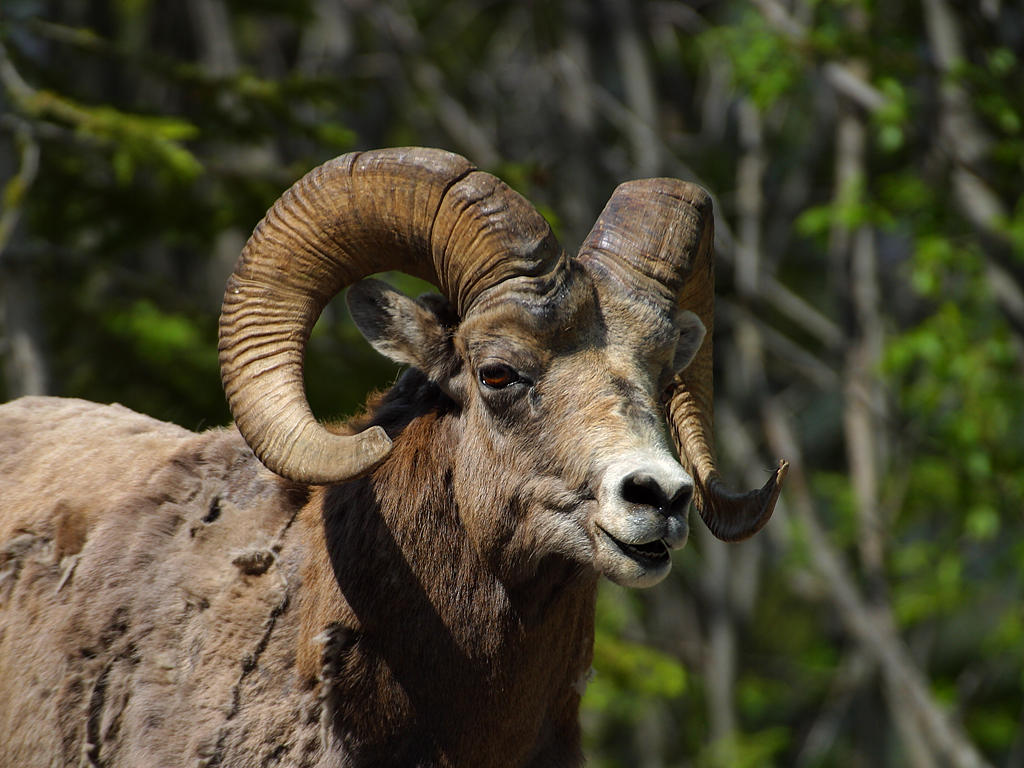
Ovce tlustorohá je zvířecím symbolem provincie Alberta

Čtyři podnebné oblasti Alberty (horská, jehličnatého lesa, krajiny osikových lesíků a prérijní) jsou domovem mnoha rozmanitých druhů zvířat. Jižní a středové prérie byly teritoriem bizonů (buffalo), travnaté porosty těchto stepních prostor poskytovaly pastvu a životní prostor pro miliony jedinců. Bizoní populace byla zdecimována během počátků evropského osídlení, ale od té doby došlo k návratu bizonů, kteří nyní žijí na dobytkářských statcích a v chráněných územích po celé Albertě.
Alberta je domovem mnoha velkých masožravců. Mezi nimi to jsou medvědi grizzly a baribal, kteří obývají hory a lesnaté oblasti. Z menších šelem se tu vyskytují psovité a kočkovité šelmy včetně kojotů, vlků, lišek, rysů, rysů červených a horských lvů (kuguárů).
Býložravá zvířata jsou rozšířena po celé provincii. Losi, jelenci ušatí a jelenci běloocasí obývají lesnaté oblasti, zatímco vidlorozi žijí na prériích jižní Alberty. Ovce tlustorohé a kamzíci běláci žijí ve Skalistých horách. Králíci, ursoni, skunci, veverky a mnohé další druhy hlodavců a plazů obývají každý kout provincie. Alberta je domovem pouze jediného druhu jedovatých hadů, prérijních chřestýšů.
Střední a severní Alberta a oblast dále na sever je regionem, kde hnízdí mnohé druhy stěhovavých ptáků. Obrovská množství kachen, hus, labutí a pelikánů přilétá do Alberty každé jaro a hnízdí na nebo poblíž jednoho ze stovek malých jezer v severní Albertě. Orli, jestřábi, sovy a vrány jsou hojní a dále zde můžeme potkat veliké množství různých druhů malých ptáků živících se semeny či hmyzem. Alberta, stejně jako jiné oblasti mírného pásu, je domovem moskytů, much, vos a včel. Řeky a jezera jsou obývány štikami, candáty, síhy, pstruhy duhovými, siveny a pstruhy potočními a dokonce i jesetery. Želvy se vyskytují u některých vodních ploch v jižní části provincie. Žáby a mloci jsou jedněmi z mála zástupců obojživelníků, jejichž domovem je Alberta.
Alberta je jedinou provincií Kanady – stejně jako jedním z mála míst na světě – kde téměř nežijí potkani. Od počátku 50. let prováděla albertská vláda rozsáhlý program na kontrolu populace potkanů, který byl tak úspěšný, že jsou hlášena pouze izolovaná pozorování výskytu divokých potkanů, kteří se dostávají do provincie ve zboží na kamiónech či po železnici. V roce 2006 hlásilo albertské ministerstvo zemědělství nulový výskyt divokých potkanů; jedinými zaznamenanými případy pozorování potkanů byli domácí potkani, kteří se ztratili svým majitelům. V Albertě je pro individuální chovatele nelegální vlastnit či chovat potkany bez povolení; zvířata mohou chovat jedině zoologické zahrady, vysoké školy či uznávané vědecké instituce. K roku 2009 bylo nicméně hlášeno, že malé množství potkanů bylo pozorováno a chyceno v malých koloniích na jihu Alberty, což uvedlo albertský status oblasti bez potkaní populace v pochybnost.

### Flóra
ve střední a severní Albertě příchod jara přináší záplavu prérijních krokusů, sasanek, kvítků „zlatých fazolí“ (golden bean – Thermopsis rhombifolia), divokých růží a dalších mnoha květin. Pokročilé léto introdukuje mnoho rostlin rodu slunečnice, až do srpna jsou pláně v jednom plameni žluté a rudofialové. Jižní a východně středové části Alberty jsou pokryty porosty krátkých výživných trav, které, jak se léto dlouží, postupně vysychají, aby byly vystřídány tvrdými trvalkami jako prérijní třapatky, různé druhy blešníků, turanů a podobných hvězdnicovitých a také pelyňků. Jak žluté, tak bílé květy rodu Melilotus plní příkopy svou krásou a výraznou aromatickou vůní.
Stromy v krajině lesíků a remízků rostou ve shlucích a pásech na stráních pahorků. Většinou jsou opadavé, typické jsou osiky, topoly a vrby. Mnoho druhů vrby a jiného podrostu roste prakticky v jakémkoliv terénu. Na severní straně řeky North Saskatchewan převažují stálezelené lesy na stovkách tisíců čtverečných kilometrů. Topoly osika, topoly balzámové (sekce Populus Tacahamaca) (nebo též sekce Populus Aegiros) a břízy papírové jsou nejběžnější druhy velkých opadavých dřevin. Jehličnany včetně borovice Banksovy, druhy borovice ze Skalistých hor, borovice pokroucené,jak smrky černé, tak sivé a opadavý jehličnan, modřín modřínovitý čili modřín americký.

## Turistika
Alberta je vyhledávaným turistickým cílem již od počátku 20. století. Hlavními atrakcemi jsou lokality vhodné pro lyžování a pěší turistiku. Vyhledávané jsou také Skalnaté hory a národní parky Jasper a Banff.